# Roter Amerikanischer Sumpfkrebs
Der Louisianakrebs oder Rote Amerikanische Sumpfkrebs (Procambarus clarkii), auch Louisiana-Flusskrebs, ist eine nordamerikanische Flusskrebsart. Er ist im Südosten der USA und Nordmexiko, am Golf von Mexiko und in der Mississippi-Niederung (nördlich bis Illinois) heimisch, besonders häufig in Louisiana.

## Aussehen

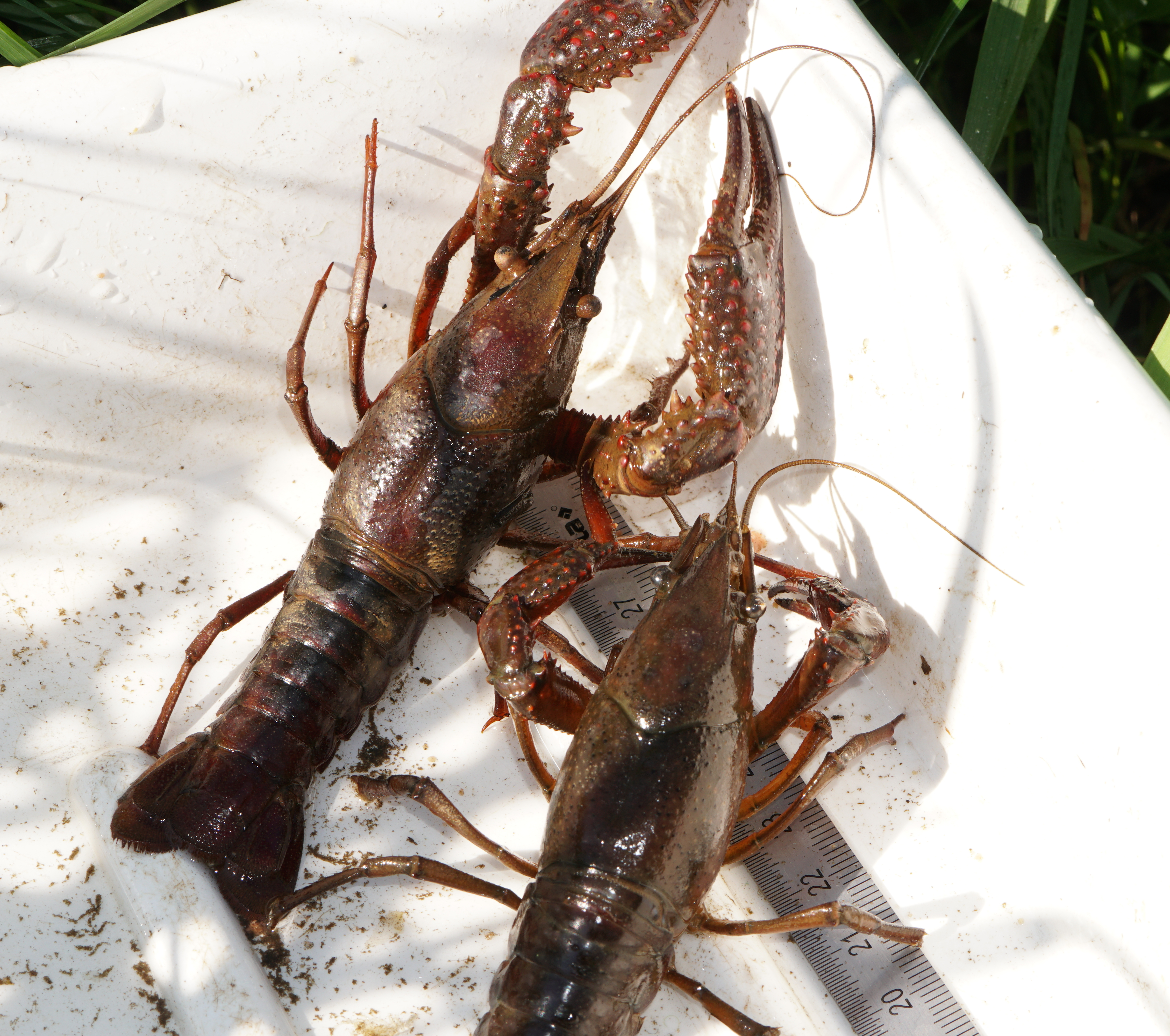
Die Männchen des Roten Sumpfkrebs haben größere Scheren

Procambarus clarkii wird bis zu 12 cm groß, vereinzelt können Exemplare aber auch eine Länge von 15 cm erreichen. Sein Körper ist bedornt und dunkelrot bis schwarz (manchmal grau oder grünlich); die Scheren sind mit leuchtend roten Dornen besetzt. Er hat nur eine Postorbitalleiste. Männchen sind durch die Gonopodien und die größeren Scheren von den Weibchen zu unterscheiden.

## Lebensraum
Der Rote Amerikanische Sumpfkrebs bevorzugt stehende Gewässer, die einen Teil des Jahres regelmäßig trockenfallen. Im natürlichen Lebensraum sind dies Fluttümpel in Flussniederungen. Eingeschleppt kommt die Art heute sehr häufig in Reisfeldern vor, die dem natürlichen Lebensraum ähneln. Den extremen Bedingungen in den stark erwärmten Gewässern seines warm-temperierten bis subtropischen Lebensraums entsprechend, ist die Art sehr anpassungsfähig. Sie vermag dauerhaft in Wasser mit Sauerstoffgehalten von 2 mg/l zu leben und überlebt auch niedrigere Gehalte oder anaerobe Bedingungen einige Zeit. Procambarus clarkii kann gewisse Salzgehalte in seinen Wohngewässern tolerieren.
Procambarus clarkii ist (wie beinahe alle Flusskrebsarten) nachtaktiv. Der Austrocknung seiner Wohngewässer entgeht der Krebs durch das Graben von Erdröhren, die bei fallendem Wasserstand oberhalb des Wasserspiegels angelegt werden. Die Art vermag regelmäßige Austrocknungsperioden von sechs Monaten Dauer ohne Schaden zu überleben. Sie ist auch fähig, Gewässer aktiv über Land zu verlassen.
Der Krebs ist durch seine Bedeutung für die Speisekrebsproduktion weltweit an vielen Stellen gezüchtet worden und häufig aus der Kultur in die Freiheit entkommen. Weitere Ansiedlungen gehen auf Aquarianer zurück, die die Art in Unkenntnis der damit verbundenen Probleme und Schäden ausgesetzt oder in Gartenteichen gehalten haben.

## Ernährung
Wie die meisten Flusskrebsarten ist der Rote Amerikanische Sumpfkrebs in der Ernährung Allesfresser. Er kann sich als Pflanzenfresser von Sumpf- und Wasserpflanzen ernähren; diese Ernährungsweise ist in der Krebszucht die wichtigste. Daneben ernährt er sich als Räuber von tierischer Beute, bevorzugt von weichhäutigen Mückenlarven und dünnschaligen Wasserschneckenarten. Er kann auch Fischlaich und Kaulquappen erbeuten. Daneben ist die Ernährung auch ausschließlich mit abgestorbenem Pflanzenmaterial, verrottetem Laub oder bakterienreichem Schlamm möglich.
Die Nahrungsentnahme durch Rote Amerikanische Sumpfkrebse kann sich sehr stark auf die bewohnten Gewässer auswirken (ökologische Schlüsselart). In Spanien sind klare, wasserpflanzenreiche Seen nach Einführung der Art zu trüben, pflanzenfreien Gewässern umgewandelt worden. Auch als Räuber beeinflusst er in den besiedelten Gewässern die Lebensgemeinschaft, weil er sehr hohe Bestandsdichten erreichen kann. Die Art ernährt sich auch kannibalisch von jüngeren Artgenossen.
Wie Untersuchungen am kenianischen Naivashasee zeigen, ist der Rote Amerikanische Sumpfkrebs auch in der Lage, terrestrische Nahrungsquellen zu erschließen. Kleine Sumpfkrebspopulationen, die den Tag eingegraben in wassergefüllten Fußstapfen von Flusspferden verbrachten, verließen in der Nacht ihr Versteck und fraßen von Landpflanzen.

## Wachstum, Lebenszyklus
Im Freiland erreicht die Art in ihrer Urheimat Nordamerika meist ein Alter von zwei Jahren. Untersuchungen in europäischen Gewässern deuten darauf hin, dass sie hier im Durchschnitt etwas größer und älter wird, bei italienischen Untersuchungen wurde ein Durchschnittsalter von fünf Jahren erreicht. Dies ist vermutlich mit für die Reproduktion ungünstigeren Lebensbedingungen zu erklären. Im Aquarium kann die Art (wie die meisten Tierarten in Gefangenschaft) ein etwas höheres Alter erreichen.
Wie für Flusskrebse typisch, legt auch der Rote Amerikanische Sumpfkrebs die Eier nicht ab; diese werden vom Weibchen am Hinterleib unter dem umgeklappten Schwanzfächer getragen. Meist verbleiben auch die ersten beiden Stadien der Jungkrebse nach dem Schlupf noch auf dem Muttertier (im Freiland meist im Erdbau eingegraben, weil eiertragende Weibchen den Schwanz nicht wie sonst zur Flucht nutzen können).
Wie alle anderen Krebsarten muss sich auch der Rote Amerikanische Sumpfkrebs häuten, um zu wachsen. Die Häutung ist für jeden Krebs ein gefährliches Unterfangen, wobei er jederzeit sterben kann, wenn er im Panzer steckenbleibt. Der Tierhalter kann seinem Krebs schon einige Tage vorher anmerken, dass er sich häuten wird. Ein Kennzeichen dafür ist, dass er sich von nun an mehr versteckt und wenig frisst, damit er seinem alten Panzer die Nährstoffe entziehen kann, und da sein Skelett weich wird. Der nächste Schritt ist, dass der Panzer zwischen dem Kopf-Bruststück und dem Hinterleib aufspringt. Danach pumpt der Krebs Wasser in den Panzer und sprengt ihn so auf. Durch rhythmische Schläge mit seinem Schwanz streift er den Panzer ab. Die ersten Tage nach der Häutung ist der neue Panzer noch sehr weich. Man spricht dann vom sogenannten „Butterkrebs“.
Die Art wächst bei jeder Häutung, bis die sexuelle Reife erreicht ist, danach nicht mehr. In der Regel sind etwa zehn Häutungen bis zur Reife erforderlich. Unter günstigen Bedingungen werden die Tiere bereits nach etwa sechs Monaten geschlechtsreif. Die Fortpflanzung kann im Freiland unter günstigen Bedingungen zu jeder Zeit (auch mehrmals im Jahr) erfolgen, meist ist aufgrund der Umweltbedingungen ein Maximum im Herbst zu beobachten.

## Nutzung
Procambarus clarkii ist der mit Abstand meistgezüchtete Süßwasserkrebs der Welt. Kauft man im Supermarkt nicht näher bezeichnetes „Flusskrebs“-Fleisch, handelt es sich fast mit Sicherheit um diese Art. 2007 überstieg die weltweite Produktion 300.000 t. Seit einigen Jahren ist der weltweit wichtigste Produzent China, in das die Art eingeführt wurde. Die Population übersteigt mittlerweile diejenige in seiner Urheimat Nordamerika. Auch dort, besonders in Louisiana, ist die Krebszucht von hoher wirtschaftlicher Bedeutung. Einziger nennenswerter europäischer Produzent ist Spanien mit ca. 2.000–3.000 t. In Deutschland wird die Art vor allem wegen ihres Wärmebedarfs nicht kommerziell gezüchtet. Die Krebse werden meist in eigens angelegten Krebsteichen gehalten, daneben gibt es Zuchten in Reisfeldern als Nebennutzung. Andere Reiszüchter bekämpfen die Art allerdings als Schädling, vor allem wegen ihrer Wühltätigkeit.
Laut Presseberichten hat ein Berliner Fischereibetrieb die Erlaubnis zum Fang des Roten Amerikanischen Sumpfkrebses in zwei Berliner Gewässern, im Tiergarten und Britzer Garten, beantragt und erhalten, wo die Art, vermutlich durch Aquarianer ausgesetzt, eingebürgert worden ist und inzwischen massenhaft auftritt. Vorher war erfolglos versucht worden, den Bestand durch Abfischen ohne Nutzung zu verringern. 2018 wurden so 39.000 Krebse gefangen.
Außerdem war Procambarus clarkii traditionell einer der beliebtesten Krebse bei Aquarienhaltern, teilweise auch in Gartenteichen. Beliebt in der Haltung sind insbesondere orange oder blau gefärbte Zuchtformen. Bei einer Untersuchung in Tschechien war er mit etwa 20 Prozent die drittbeliebteste Flusskrebsart.

## Ökologische Probleme
Der Sumpfkrebs gehört weltweit zu den problematischen Neozoen. Auch in Nordamerika ist er in zahlreiche Gebiete außerhalb seines natürlichen Verbreitungsgebiets eingeschleppt worden; er bedroht hier endemische Krebsarten, die in Nordamerika viel zahlreicher sind als auf dem europäischen Kontinent.
In anderen Teilen der Welt, so auch in Europa, ist er – wie alle nordamerikanischen Flusskrebsarten – als Träger der Krebspest eine Gefahr. Diese Infektionskrankheit verläuft bei ihm selbst milde, ist aber für exponierte europäische, afrikanische und australische Arten tödlich. In Gewässern, in denen nordamerikanische Flusskrebsarten angesiedelt wurden, sterben deshalb alle einheimischen Arten unweigerlich aus.
Der Rote Amerikanische Sumpfkrebs hat durch seine Anspruchslosigkeit ein hohes Potenzial sich zu verbreiten. Durch direkte Prädation und Veränderung des Habitats hat er in Spanien, wo er 1973 ausgesetzt wurde, einige Amphibienarten stark dezimiert. Er ist heute auch an einigen Stellen in Deutschland und der Schweiz zu finden und scheint sich aktuell nach Norden auszubreiten. 2014 wurden mehrere Exemplare in einem Freibad in Frankfurt am Main entdeckt. Im Sommer 2017 erregten die roten Krebse auch in Berlin nahe dem Tiergarten Aufsehen, als sie sich bei steigenden Wasserpegeln nach der regenreichen Zeit aus ihren an sumpfigen Ufern liegenden Wohnröhren aufmachten, um weitere Gebiete zu besiedeln. Ebenfalls seit 2017 finden sich die Tiere in Offenbach am Main, wo sie teils mit Aalen als Fressfeinden bekämpft werden. Auch im Britzer Garten in Berlin wird er befischt.
Der Rote Amerikanische Sumpfkrebs ist 2016 in die Liste invasiver gebietsfremder Arten von unionsweiter Bedeutung der EU aufgenommen worden.

## Haltung im Aquarium
Der Rote Amerikanische Sumpfkrebs war traditionell bei Aquarianern beliebt. Die bunt gefärbten, auch tagsüber aktiven Tiere gelten als attraktiv, wenn es auch immer zu Problemen durch Fraß an Wasserpflanzen und Erbeuten von Fischen und anderen Wirbellosen wie etwa Wasserschnecken gekommen ist. Die Art wurde verbreitet online gehandelt, vereinzelt bis heute. Mit Rechtskraft der Verordnung über die Prävention und das Management der Einbringung und Ausbreitung invasiver gebietsfremder Arten vom 22. Oktober 2014 (vgl. Liste invasiver gebietsfremder Arten von unionsweiter Bedeutung) ist allerdings nicht nur die Freisetzung in die Umwelt, sondern auch die Zucht und der Handel mit dem Roten Amerikanischen Sumpfkrebs in der Europäischen Union prinzipiell untersagt. Nicht-gewerblichen Besitzern, wie zum Beispiel privaten Aquarianern, ist es gestattet, die Tiere bis zum Ende ihrer natürlichen Lebensdauer weiter zu halten, allerdings nicht, sie zu züchten und zu vermehren. Alle Übergangsfristen für den gewerblichen Handel sind inzwischen ausgelaufen.